# Love Symbol (альбом Прінса)
Love Symbol — чотирнадцятий студійний альбом американського співака та композитора Прінса, випущений 13 жовтня 1992 року на лейблі Warner Bros. Records та Paisley Park Records. Другий альбом Прінса, де присутній його гурт «The New Power Generation».
Офіційна назва альбому є невимовною (невимовний символ був псевдонімом Прінса в 1993—2001 рр. в знак протесту проти політики Warner Bros.). Символ зображений на обкладинці альбому.
Сингли «Sexy MF» та «My Name Is Prince» не досягли великого успіху в чартах США при тому, що зайняли лідируючі позиції в чартах Великої Британії. Сингл «7» навпаки ж, зайняв сходинку в топ-10 в чартах США, але не досяг успіху на території Великої Британії.

## Список композицій
| #   | Назва                                           | Тривалість |
| --- | ----------------------------------------------- | ---------- |
| 1.  | «My Name Is Prince» (Прінс, Тоні Маслі)         | 6:36       |
| 2.  | «Sexy MF» (Прінс, Тоні М., Леві Сісер молодший) | 5:25       |
| 3.  | «Love 2 the 9's»                                | 5:45       |
| 4.  | «The Morning Papers»                            | 3:57       |
| 5.  | «The Max»                                       | 4:30       |
| 6.  | «Segue»                                         | 0:21       |
| 7.  | «Blue Light»                                    | 4:38       |
| 8.  | «👁 Wanna Melt with U»                           | 3:50       |
| 9.  | «Sweet Baby»                                    | 4:01       |
| 10. | «The Continental»                               | 5:31       |
| 11. | «Damn U»                                        | 4:25       |
| 12. | «Arrogance»                                     | 1:35       |
| 13. | «The Flow» (Прінс, Тоні М.)                     | 2:26       |
| 14. | «7» (Prince, Лоуелл Фулсон)                     | 5:13       |
| 15. | «And God Created Woman»                         | 3:18       |
| 16. | «3 Chains o' Gold»                              | 6:03       |
| 17. | «Segue»                                         | 1:30       |
| 18. | «The Sacrifice of Victor»                       | 5:41       |